# Сегундо (Колорадо)
Сегундо (англ. Segundo) — переписна місцевість (CDP) в США, в окрузі Лас-Анімас штату Колорадо. Населення — 100 осіб (2020).

## Географія
Сегундо розташоване за координатами 37°7′21″ пн. ш. 104°44′23″ зх. д. / 37.12250° пн. ш. 104.73972° зх. д. (37.122517, -104.739771).  За даними Бюро перепису населення США в 2010 році переписна місцевість мала площу 1,79 км², уся площа — суходіл.

## Демографія
Згідно з переписом 2010 року, у переписній місцевості мешкало 98 осіб у 51 домогосподарстві у складі 31 родини. Густота населення становила 55 осіб/км².  Було 82 помешкання (46/км²).
Расовий склад населення:
| - 86,7 % — білих - 2,0 % — корінних американців - 2,0 % — азіатів - 7,1 % — осіб інших рас |

До двох чи більше рас належало 2,0 %. Частка іспаномовних становила 44,9 % від усіх жителів.
За віковим діапазоном населення розподілялося таким чином: 16,3 % — особи молодші 18 років, 60,2 % — особи у віці 18—64 років, 23,5 % — особи у віці 65 років та старші. Медіана віку мешканця становила 53,4 року. На 100 осіб жіночої статі у переписній місцевості припадало 108,5 чоловіків;  на 100 жінок у віці від 18 років та старших — 95,2 чоловіків також старших 18 років.
Середній дохід на одне домашнє господарство  становив 51 819 доларів США (медіана — 31 250), а середній дохід на одну сім'ю — 54 802 долари (медіана — 31 042). За межею бідності перебувало 14,4 % осіб, у тому числі 29,6 % дітей у віці до 18 років та 0,0 % осіб у віці 65 років та старших.
Цивільне працевлаштоване населення становило 55 осіб. Основні галузі зайнятості: мистецтво, розваги та відпочинок — 30,9 %, освіта, охорона здоров'я та соціальна допомога — 20,0 %, публічна адміністрація — 18,2 %.